# عبدالله عارفوف
عبدالله نعمتویچ عارفوف (به روسی: Абдулла Ниғматович Арипов) نخست‌وزیر کنونی ازبکستان، در ۲۴ می ۱۹۶۱ در تاشکند دیده به جهان گشود. وی از ۱۴ دسامبر ۲۰۱۶ عهده‌دار سمت نخست‌وزیری است. وی در سالهای ۲۰۰۲ تا ۲۰۱۲ به عنوان معاون نخست‌وزیر فعالیت داشته‌است.